# 屋敷優成
屋敷 優成（やしき ゆうせい、2003年10月18日 - ）は、大分県中津市出身のプロサッカー選手。Jリーグ・大分トリニータ所属。ポジションはフォワード、ディフェンダー。

## 来歴
中学年代時より大分トリニータの下部組織に所属。2020年2月21日、U-17日本代表のJENESYS2019日アセアン青少年サッカー交流のメンバーにDFとして選出された。
7月17日、トップチームへの2種登録が発表された。同年8月12日、YBCルヴァンカップグループステージ第3節・柏レイソル戦にてスタメンに抜擢され、公式戦デビューを飾った。16歳9ヶ月25日での公式戦デビューは為田大貴の17歳12日を超えてクラブ史上最年少記録となった。
2021年も開幕前にトップチームに2種登録されると、3月17日のJ1第5節・セレッソ大阪戦にて後半38分からの途中交代によりリーグ戦初出場を果たした。5月20日、来季からのトップチーム昇格が発表された。2022年3月15日YBCルヴァンカップ・第2節鹿島アントラーズ戦にてプロ初ゴールを決めた。
プロ入り2年目の2023年7月に左膝前十字靭帯損傷により戦線離脱。リリースから1年以上経過した2024年9月7日・J2第30節のモンテディオ山形戦にて公式戦復帰を果たした。シーズン終盤には先発に抜擢されチームのJ2残留に貢献し、11・12月度のJ2月間ヤングプレーヤー賞を受賞した。

## 所属クラブ
- 和田・如水少年サッカークラブ
- 大分トリニータU-15宇佐
- 2019年 - 大分トリニータU-18
  - 2020年7月 - 2021年 大分トリニータ（2種登録選手）
- 2022年 - 大分トリニータ

## 個人成績
| 国内大会個人成績 | 国内大会個人成績 | 国内大会個人成績 | 国内大会個人成績 | 国内大会個人成績 | 国内大会個人成績 | 国内大会個人成績 | 国内大会個人成績 | 国内大会個人成績 | 国内大会個人成績 | 国内大会個人成績 | 国内大会個人成績 |
| 年度             | クラブ           | 背番号           | リーグ           | リーグ戦         | リーグ戦         | リーグ杯         | リーグ杯         | オープン杯       | オープン杯       | 期間通算         | 期間通算         |
| 年度             | クラブ           | 背番号           | リーグ           | 出場             | 得点             | 出場             | 得点             | 出場             | 得点             | 出場             | 得点             |
| 日本             | 日本             | 日本             | 日本             | リーグ戦         | リーグ戦         | リーグ杯         | リーグ杯         | 天皇杯           | 天皇杯           | 期間通算         | 期間通算         |
| ---------------- | ---------------- | ---------------- | ---------------- | ---------------- | ---------------- | ---------------- | ---------------- | ---------------- | ---------------- | ---------------- | ---------------- |
| 2020             | 大分             | 50               | J1               | 0                | 0                | 1                | 0                | -                | -                | 1                | 0                |
| 2021             | 大分             | 50               | J1               | 3                | 0                | 5                | 0                | 3                | 0                | 11               | 0                |
| 2022             | 大分             | 50               | J2               | 6                | 0                | 6                | 1                | 1                | 0                | 13               | 1                |
| 2023             | 大分             | 15               | J2               | 6                | 0                | -                | -                | 1                | 0                | 7                | 0                |
| 2024             | 大分             | 15               | J2               | 8                | 0                | 0                | 0                | 1                | 0                | 9                | 0                |
| 2025             | 大分             | 15               | J2               |                  |                  |                  |                  |                  |                  |                  |                  |
| 通算             | 日本             | 日本             | J1               | 3                | 0                | 6                | 0                | 3                | 0                | 12               | 0                |
| 通算             | 日本             | 日本             | J2               | 20               | 0                | 6                | 1                | 3                | 0                | 29               | 1                |
| 総通算           | 総通算           | 総通算           | 総通算           | 23               | 0                | 12               | 1                | 6                | 0                | 41               | 1                |

※2020年 - 2021年は2種登録選手として出場
出場歴
- 公式戦初出場 - 2020年8月12日 Jリーグカップ GS第3節 柏レイソル戦（三協フロンテア柏スタジアム）
- 公式戦初得点 - 2022年3月15日 Jリーグカップ GS第1節 鹿島アントラーズ戦（昭和電工ドーム大分）
- Jリーグ初出場 - 2021年3月17日 J1 第5節 セレッソ大阪戦（ヤンマースタジアム長居）

## タイトル

### 個人
- J2月間ヤングプレーヤー賞（2024年11・12月）

## 代表歴
- U-15日本代表
  - JENESYS2017 日 ASEAN U-16 サッカー交流大会（2018年）
  - 欧州遠征（2018年）
- U-17日本代表
  - JENESYS2019 青少年サッカー交流大会（2020年）
- U-19日本代表
  - 第48回モーリスレベロトーナメント（2022年）
  - AFC U20アジアカップ予選（2022年）
  - スペイン遠征（2022年）
- U-20日本代表
  - AFC U20アジアカップ（2023年）
  - FIFA U-20ワールドカップ